# Edgewater (New Jersey)
Edgewater – miasto w Stanach Zjednoczonych, w stanie New Jersey, w hrabstwie Bergen. W 2010 roku liczyło 11 513 mieszkańców.